# Mäeltküla
Mäeltküla är en ort i Estland. Den ligger i Viiratsi kommun och landskapet Viljandimaa, i den södra delen av landet, 130 km söder om huvudstaden Tallinn. Mäeltküla ligger 72 meter över havet och antalet invånare är 107.
Terrängen runt Mäeltküla är platt. Runt Mäeltküla är det glesbefolkat, med 12 invånare per kvadratkilometer. Närmaste större samhälle är Viljandi, 4,3 km nordväst om Mäeltküla. I omgivningarna runt Mäeltküla växer i huvudsak blandskog.